# Robert Mueller
Robert Swan Mueller III [ˈmʌlər], född 7 augusti 1944 i New York, är en amerikansk jurist och ämbetsman.

## Uppväxt, studier och militärtjänst
Robert Mueller är äldst av fem barn till tjänstemannen Robert Swan Mueller och Alice C. Truesdale. Han växte upp utanför Philadelphia i USA och studerade statsvetenskap på Princeton University med en kandidatexamen 1966 och på New York University med en masterexamen i internationella relationer 1967. Han disputerade 1973 i juridik på University of Virginia.
Han genomgick utbildning till officer i USA:s marinkår från 1968 och tjänstgjorde som plutonchef i ett skyttekompani ur 3rd Marine Division i Vietnamnkriget juli 1968–1969. Han fick ett flertal militära utmärkelser under denna tjänstgöring.

## Juristkarriär
Efter återkomst till USA och fortsatt utbildning i juridik, arbetade han på en advokatfirma i San Francisco 1973–1976 innan han inledde en karriär inom det federala rättsväsendet. Under perioder tjänstgjorde han på privata advokatbyråer. Åren 1998–2001 var han federal åklagare och chef för norra distriktet i Kalifornien.

## Chef vid FBI
Robert Mueller utnämndes av George W. Bush till chef för FBI i september 2001, efter att ha godkänts av USA:s senat med röstsiffrorna 98–0. Han ombads 2011 av president Barack Obama att tjänstgöra två ytterligare år utöver den normala tioårsperioden. Han avgick i september 2013 för att ersättas av James Comey.
Efter chefsperioden i FBI har Robert Mueller undervisat på Stanford University och senare varit partner i en advokatbyrå i Washington D.C..

## Särskild utredare för USA:s justitiedepartement
Huvudartikel: Utredningen i USA om rysk inblandning i valen 2016
Robert Mueller utnämndes i maj 2017 till särskild utredare (specialåklagare) av frågan om möjlig inblandning av ryska intressen i Donald Trumps kampanj under presidentvalet i USA 2016. Efter närmare två års utredning lämnade Mueller in en rapport till USA:s justitiedepartement i mars 2019. Bevis på över hundra kontakter mellan Trump-kampanjen och ryska medborgare (flera affärsrelaterade) presenterades i rapporten  och Mueller bedömde att lagen inte gav stöd för att åtala kontakterna i rapporten som konspiration. Mueller bekräftade i förhör i kongressen i juli 2019 att anledningen till att hans rapport till justitiedepartement uttryckligen angav att Trump inte kunde frias från misstankar rörande bland annat försök att förhindra rättvisan var att justitieministern (Attorney General) behövde veta detta i klartext. Under förhöret ställde flera ledamöter, såsom Ted Lieu och republikanen Ken Buck, frågor angående åtal som fick Mueller att svara att det var möjligt efter ett presidentskap.